# Antoine de Pitteurs-Hiegaerts
Antoine Joseph Théodore de Pitteurs-Hiegaerts (soms met de roepnaam Théodore aangeduid) (Sint-Truiden, 4 december 1795 - aldaar, 17 november 1874) was een Belgisch senator.

## Biografie
Antoine de Pitteurs-Hiegaerts was een telg uit de familie de Pitteurs-Hiegaerts. Hij was een zoon van Jean-Théodore de Pitteurs (1755-1807), burgemeester van Sint-Truiden en lid van de departementsraad van Nedermaas, en Christine Colen de Kiseckom (1772-1798). Het was zijn vader die aan zijn naam Hiegaerts toevoegde, ingevolge het testament van zijn oom Jean-Antoine Hiegaerts. Hij was een broer van Charles de Pitteurs-Hiegaerts, burgemeester van Ordingen, provincieraadslid van Limburg en volksvertegenwoordiger, en een oom van baron Armand de Pitteurs-Hiegaerts, burgemeester van Rijkel en senator.
Hij trouwde in 1824 in Sint-Truiden met zijn nicht Laure de Pitteurs (1802-1838). Ze kregen twee zoons en twee dochters.
- Léonie de Pitteurs-Hiegaerts (1825-1898), trouwde in 1846 in Luik met baron Hyacinthe de Bonhome (1810-1891). Ze kregen drie zoons, met afstammelingen tot heden.
- Edmond de Pitteurs-Hiegaerts (1831-1896), diplomaat, trouwde in 1871 in Elsene met gravin Mathilde d'Arschot Schoonhoven (1841-1874), dochter van graaf Guillaume d'Arschot Schoonhoven, burgemeester van Voort, provincieraadslid van Limburg, lid van de Tweede Kamer en senator. Ze kregen een zoon en een dochter, met afstammelingen tot heden. Hij hertrouwde in 1892 in Sint-Petersburg met barones Maria Feodorovna de Tzernichoff (°1854). Het huwelijk bleef kinderloos.
- Henri de Pitteurs-Hiegaerts (1834-1917), gemeenteraadslid van Sint-Truiden, provincieraadslid van Limburg, volksvertegenwoordiger en gouverneur van Limburg, trouwde in 1855 in Ordingen met zijn nicht Sophie de Pitteurs-Hiegaerts (1832-1859), dochter van Charles de Pitteurs-Hiegaerts. Ze kregen een zoon die jong overleed. Hij hertrouwde in 1879 in Brussel met barones Eulalie Snoy (1851-1914), dochter van Philippe Snoy, burgemeester van Melsbroek, en zus van baron Albert Snoy, burgemeester van Melsbroek, provincieraadslid van Brabant en senator. Beide huwelijken bleven kinderloos.
- Laure de Pitteurs-Hiegaerts (1838-1906), trouwde in 1870 in Sint-Truiden met haar neef baron Ernest de Pitteurs-Hiegaerts (1835-1903), burgemeester van Brustem en kunsteverzamelaar. Het huwelijk bleef kinderloos.

### Loopbaan
De Pitteurs-Hiegaerts verkreeg adelserkenning in 1871 met de bij eerstgeboorte overdraagbare baronstitel.
Hij studeerde aan de École de droit in Brussel.
Hij was gemeenteraadslid van Sint-Truiden van 1824 tot 1845. Nog onder het Verenigd Koninkrijk der Nederlanden werd hij lid van de Provinciale Staten van Limburg. Hij bleef dit tot in 1836 en werd wederom herkozen tot provincieraadslid van Limburg in 1848. Van 1839 tot 1848 was hij voorzitter van de provincieraad.
In 1848 werd hij verkozen tot senator voor het arrondissement Hasselt. Hij vervulde dit mandaat tot aan zijn dood. Oorspronkelijk behoorde hij tot de Liberale Partij, maar vanaf 1863 evolueerde hij naar de Katholieke Partij.
Hij was ook van nabij betrokken bij de landbouwactiviteiten. Zo was hij vele jaren en in een aantal gevallen tot aan zijn dood:
- lid (1846-1874) en ondervoorzitter (1851-1853 en 1867-1874) van de Hoge Raad voor de Landbouw,
- voorzitter van de Landbouwcomice van Sint-Truiden (1851-1874),
- lid (1853-1859) en voorzitter (1860-1874) van de Provinciale Landbouwcommissie van Limburg,
- ondervoorzitter van de Centrale Maatschappij voor de Landbouw in België.